# Christliche Begegnungstage
Die Christlichen Begegnungstage (CBT) sind ein internationaler Kirchentag. Sie finden in der Regel alle drei Jahre an einem anderen Ort Europas statt und haben sich zu einem Treffen von Christen evangelischer Kirchen aus  Mittel- und Osteuropa entwickelt.

## Geschichte
Die ehemalige Evangelische Kirche der schlesischen Oberlausitz organisierte seit 1991 regelmäßige Gemeindebegegnungen mit den evangelischen Kirchen in Polen und Tschechien, woraus sich die Christlichen Begegnungstage entwickelten. Ab 2005 beteiligten sich auch die evangelischen Kirchen in der Slowakei, in Ungarn und Österreich sowie die bayrische und die sächsische Landeskirche. Für 2024 ist in Frankfurt (Oder) und Słubice ein  Programm aus Gottesdiensten, Musik, Begegnungen und einer Tafel für 4000 Gäste geplant, zu dem Interessierte aller Konfessionen und Weltanschauungen eingeladen sind.
Bisherige Begegnungstage mit Themen:
•    1991     Görlitz / „Mit der Vergangenheit vor einer gemeinsamen Zukunft der Christen aus Polen, Deutschland und Tschechien“
•    1993     Niesky / „Glauben leben in Familie und Gemeinde“
•    1996     Wisła / „Versöhnung – Gabe Gottes und Quelle neuen Lebens“
•    1999     Český Těšín / „Nachfolge Christi – Wege der Hoffnung“
•    2002     Görlitz / „Gemeinsam auf dem Weg“
•    2005     Prag / „Zur Hoffnung eingeladen“
•    2008     Bratislava / „Mit Christus verbunden – gemeinsam in Europa“
•    2011     Dresden / „... da wird dein Herz sein“ (eingebunden in den 33. Deutschen Evangelischen Kirchentag)
•    2014     Wrocław / „Frei in Christus“
•    2016     Budapest / „Ihr seid das Salz der Erde!“
•    2020     Graz / „Von Angesicht zu Angesicht“ (wegen Corona-Pandemie ausgefallen)
•    2024     Frankfurt (Oder) und Słubice / „Nichts kann uns trennen“
•    2027     Prag